# Le Français moderne
Pour les articles homonymes, voir Français moderne.
Le Français moderne (typographié le français moderne par l'éditeur) est une des plus anciennes revues de linguistique française, fondée en 1933. Elle est maintenant éditée par le Conseil international de la langue française (CILF) et classée « A » dans les principaux classements de revues de linguistique.

## Historique
Fondée en 1933 par Albert Dauzat et l'éditeur d'Artrey, Le Français moderne prenait le relais de la Revue de Philologie française de Clédat. 
D’abord revue de synthèse et de vulgarisation et bulletin d’information autant que revue de recherche scientifique, une de ses originalités était d’être consacrée au français depuis le XVIe siècle, ce qui contrastait alors avec la tendance des revues alors consacrées au français, où la philologie de l’ancien français dominait. Ses points forts sont alors la philologie, la grammaire, la stylistique, la dialectologie, la géographie linguistique, l’histoire de la langue, les problèmes de l’enseignement de la langue, l’argot, l’orthographe.
Revue moderniste qui publie tous ceux qui comptent alors dans l'histoire de la linguistique (Émile Benveniste, Édouard Pichon, Jacques Damourette, Maurice Grammont, Marcel Cohen, André Martinet, Leo Spitzer, Robert-Léon Wagner, Gustave Guillaume, Jean Stefanini…), elle devient un peu moins novatrice après la seconde guerre mondiale, passant à côté des innovations de la linguistique anglo-saxonne et du mouvement qui dans les années 1960 débouchera sur la création de nombreuses revues de linguistique (comme Langue française), tout en devenant résolument une revue de recherche. Elle se ressaisit dans les années 1970, en s’ouvrant aux courants nouveaux de la linguistique et à la francophonie. Elle tend alors à publier des numéros thématiques. Elle est aujourd'hui classée « A » dans les principaux classements de revues de linguistique.
Elle est successivement dirigée par Albert Dauzat, Pierre Fouché, Jacques Pignon, Gérald Antoine, Paul Imbs, Jacques Chaurand, Jean-Marie Klinkenberg. Ses secrétaires généraux, fonctionnant en tandem à partir de 1970, furent Jacques Damourette, Maurice Schöne, Jacques Pignon, Raymond Arveiller, Françoise Helgorsky, Jean-Marie Klinkenberg, Olivier Soutet, Franck Neveu, Philippe Monneret.
La revue est éditée successivement par la maison J.L. d'Artrey (pseudonyme de Jean-Louis Ratier), puis, à la mort de Mme Ronteix d'Artrey, fille du fondateur, par la maison Klincksieck et le Conseil international de la langue française, puis par ce dernier seul. Son histoire est marquée par de fortes personnalités comme Georges Gougenheim, ou Greimas.

## Caractéristiques
- Revue semestrielle - Format : 15 × 24 - 128 pages par numéro.
- Abonnement annuel
- Édition CILF : 11, rue de Navarin, 75009 Paris
- Les anciens numéros sont disponibles[2]